# Kraniofaziale Fehlbildung
Kraniofaziale Fehlbildungen sind komplexe Fehlbildungen mit erheblichen Auswirkungen auf die Betroffenen, die schon lange bekannt sind. Die Therapie erfordert eine interdisziplinäre Zusammenarbeit.

## Einteilung und  Definition
Kraniofaziale Fehlbildungen werden hauptsächlich durch den vorzeitigen Verschluss von Schädelnähten verursacht. Des Weiteren zählen dazu auch verschiedene kranio-faziale Syndrome (siehe unten), Gesichtspalten und seltene Anomalien.
Virchow erkannte bereits 1851, dass durch eine prämature Synostose die Entwicklung des Knochens senkrecht zur befallenen Naht gehemmt wird, wobei gleichzeitig eine verstärkte Ausdehnung in Richtung der betroffenen Naht stattfindet. Dadurch entstehen gesetzmäßige Schädeldeformierungen, deren Analyse umgekehrt auf die betroffene Naht zurückschließen lässt.
Bei der Erkrankung handelt es sich um einen dynamischen Prozess. Während des Wachstums kann es zu einem Missverhältnis zwischen dem Volumen der Schädelkapsel und dem wachsenden Gehirn kommen, wodurch dann der intrakranielle Druck ansteigt. Die Wachstumshemmung infolge der vorzeitigen Synostosierung bleibt jedoch nicht auf das Neurokranium beschränkt, sondern beeinflusst auch die Entwicklung des Viscerocraniums. 1912 berichtete Crouzon über eine derartige Erkrankung, bei der das Gesichtsskelett betroffen war.
Der Begriff Kraniosynostose wurde 1914 von Bertolotti eingeführt, der darunter die vorzeitige knöcherne Fusion von Schädelnähten sowie die resultierende generelle oder umschriebene Wachstumshemmung des Schädels versteht. Dagegen definierte Schüller den Begriff Kraniostenose klar als Missverhältnis zwischen Schädelinhalt und Schädelkapazität.
Demnach ist die Kraniostenose als Folge der Kraniosynostose anzusehen und äußert sich als intrakranielle Drucksteigerung aufgrund eines verminderten Schädelvolumens. Die Kombination von Kraniosynostosen mit weiteren Fehlbildungen, z. B. Syndaktilien, wurde von verschiedenen Autoren in definierte Syndrome (s. u.) eingeteilt.
Die operative Behandlung dieser Fehlbildungen hat die weitgehende funktionelle und ästhetische Rehabilitation der Patienten zum Ziel.
Von den echten Kraniosynostosen abzugrenzen sind die (meist) lagerungsbedigte Wachtumsstörungen. Während Kraniosynostosen operativ behandelt werden und geburtstraumatische Deformitäten des Schädels sich in der Regel ohne Therapie innerhalb kürzester Zeit zurückbilden, liegt die hauptsächliche Indikation zur Helmtherapie in den lagerungsbedingten Schädeldeformitäten. Diese machen den Hauptanteil der Schädeldeformitäten im Kindesalter aus. Seit die American Academy of Pediatrics 1992 empfahl zur Reduktion des Risikos für einen plötzlichen Kindstod Kinder auf dem Rücken zu lagern, kam es zu einem deutlichen Anstieg der lagerungsbedingten Schädeldeformitäten.
Ursächlich für lagerungsbedingte Schädeldeformitäten sind Verschiebungen der Schädelknochen bei einseitiger Lagerung, wobei dann auch die äußeren Ohranteile nach ventro-kaudal verlagert sind.
Zwischen 1974 und 1996 kam es zu einem Anstieg der Inzidenz einer lagerungsbedingten Schädeldeformität von 1:300 Geburten auf 1:60 Geburten.
Aktuellere Studien gehen von einer Prävalenz von lagerungsbedingten Deformitäten bei bis zu 19,7 % aller Geburten aus. In 70 % der behandlungsbedürftigen Fälle liegt ein okzipitaler Plagiozephalus, in 18 % ein okzipitaler Brachyzephalus und in 12 % eine Kombination aus beiden Deformitäten vor. Das Ausmaß des Plagiozephalus wird über den CVAI (Cranial Vault Asymmetry Index) beschrieben. Ein Wert von >3,5 % gilt hierbei als relevante Asymmetrie, während das Ausmaß der brachyzephalen Deformation über den CI (Cranial Index) festgelegt wird. Werte von >85 % gelten hierbei als relevante kraniale Asymmetrie.
Um ein gutes Therapieergebnis zu erreichen, wird empfohlen, dass die Kopforthese mindestens 23 Stunden pro Tag getragen wird.
Neben der Helmtherapie kommen bei schwacher Ausprägung der lagerungsbedingten Schädeldeformität auch Kopflagerungen auf der nicht betroffenen Seite, eine Physiotherapie und u. U. eine Osteopathie als Therapieoptionen in Frage.

## Pathogenese der prämature Schädelnahtsynostose
Entwicklungsgeschichtlich setzt sich der menschliche Schädel aus mehreren Teilen zusammen, die sich auch histogenetisch unterscheiden (Lang 1985). Die Schädelbasis ist als Chondrokranium präformiert. Den Ausgangspunkt bildet eine Mesenchymverdichtung vor und neben dem rostralen Ende der Chorda dorsalis. Angegliedert werden die Nasenkapsel und die Labyrinthkapsel. Okzipital schließt sich Material aus mehreren verschmolzenen Sklerotomen an. Im Zentrum der knorpelig präformierten Basis steht der spätere Keilbeinkörper mit dem kleinen Keilbeinflügel.
Abkömmlinge des phylogenetisch ebenfalls alten Dermatokraniums sind die Schädelkalotte und der größte Teil des Gesichtsschädels, die nur bindegewebig präformiert sind. Die Schädelkalotte entwickelt sich aus Knochenschuppen innerhalb der Ektomeninx, der äußeren Schicht der mesenchymalen Umhüllung des Gehirns. Durch Vergrößerung der Knocheninsel wird die Matrix gegliedert in ein äußeres periostales und ein inneres durales Blatt sowie in bindegewebige Brücken, die den späteren Schädelnähten entsprechen.
Das Osteokranium entsteht somit durch Verknöcherungen des Chondrokraniums und direkt aus Deckknochen. Im Bereich der Schädelbasis herrscht chondrale Ossifikation, im Bereich der Kalotte desmale Ossifikation vor.
Die am häufigsten vorkommenden genetischen Syndrome nach Crouzon.,
Apert, Shaethre, Chotzen und Pfeiffer werden autosomal-dominant mit hoher Penetranz und unterschiedlicher Expressivität vererbt. Die Ursache der einfachen Nahtsynostosen ist nicht völlig geklärt, obgleich familiäre Häufungen beobachtet werden. Bei ungefähr 8 % der Koronarsynostosen, 2 % der Sagittalnahtsynostosen und etwa 6 % der Synostosen der Metopischen Naht scheint eine genetische Komponente eine Rolle zu spielen.
Zu den seltenen metabolischen Ursachen zählen die Hyperthyreose und die Hypophosphatasie. Schließlich kommen bei frühzeitigem Nachlassen des Wachstumsdrucks des Gehirns sekundäre Synostosen vor, wie sie gelegentlich beim operierten Hydrozephalus beobachtet werden.
In jüngster Zeit mehren sich aber die molekularbiologischen Hinweise, wonach eine Mutation des Fibroblasten-Wachstumsfaktor-Rezeptor-Gens (Fibroblast Growth Factor Receptor-2; FGFR-2) vorliegen könnte. Für verschiedene kraniofaziale Synostosen und Syndrom Mutationen einzelner Gene nachgewiesen.
Tabelle Gene und diverse Mutationsorte bei Syndromen, die mit Synostosen einhergehen
| Syndrom         | Gen          | Hotspot-Mutationsregion (Region/Exon)       |
| --------------- | ------------ | ------------------------------------------- |
| Apert           | FRFR2        | IgII-IgIII-Linker (p.Ser252Trp;p.Pro253Arg) |
| Pfeiffer        | FRFR2, FRFR3 | IgII-IgIII-Linker, IgIIIa-IgIIIc            |
| Crouzon         | RFR2         | IgII-IgIII-Linker, IgIIIa-IgIIIc            |
| Saethre-Chotzen | TWIST1       | Exon1                                       |
| Muenke          | FRFR3        | IgII-IgIII-Linker (p.Pro253Arg)             |

## Symptomatik
Aus dem pathologischen Schädelwachstum infolge des vorzeitigen Nahtverschlusses resultieren funktionelle Störungen und Beeinträchtigungen der Proportion des Hirn- und Gesichtsschädels in unterschiedlichem Ausmaß. Die Funktionsstörungen werden einerseits direkt durch das pathologische Wachstum, andererseits durch den erhöhten intrakraniellen Druck verursacht.
Die typischen Schädeldeformierungen entstehen durch die Wachstumshemmung senkrecht zur befallenen Naht bei gleichzeitig verstärkter Ausdehnung des Knochens in Richtung der Naht. Dabei ist für die Prognose von Bedeutung, ob die Erkrankung auf die Nähte im Bereich der Schädelkalotte beschränkt ist oder ob die Nähte der Schädelbasis mitbefallen sind. Bei Beteiligung der Schädelbasis muss in jedem Fall mit einer ausgeprägten Wachstumshemmung sowohl im Neuro- als auch im Viszerokranium gerechnet werden. Das Wachstum verläuft dabei ungünstiger und der intrakranielle Druck ist meist höher.
Die pathologische Erhöhung des intrakraniellen Drucks entsteht durch das Missverhältnis zwischen dem Volumen der Schädelkapsel und dem wachsenden Gehirn. Je nach Nahtbefall kann der Druck lokal oder generalisiert auftreten. Es werden jedoch auch leichtere Synostosen beobachtet, die nur mit einer entsprechenden Wachstumshemmung verbunden sind und weder klinisch noch röntgenologisch Anzeichen für einen erhöhten intrakraniellen Druck bieten. Als morphologischer Ausdruck einer massiven Kompression des Gehirns in der zu engen Schädelkapsel wird eine Herniation von Hirngewebe durch Lücken der Kalotte angesehen. Eine Balkenakinesie als Begleitfehlbildung beim Apert-Syndrom wurde mehrfach beschrieben. Durch die Einengung des Gehirns kann es zu Liquorzirkulationsstörungen kommen. Dies äußert sich durch eine Erweiterung der Ventrikelräume sowie durch die Ausbildung eines Hydrozephalus. Ferner kann die zerebrale Durchblutung infolge des erhöhten intrakraniellen Drucks beeinträchtigt sein, sodass die Gefahr von Hirninfarkten besteht.
Ein chronisch erhöhter intrakranieller Druck kann zur Hirnatrophie mit zerebralen Funktionsstörungen führen. Dabei ist eine altersabhängige Dynamik der intrakraniellen Druckerhöhung erkennbar. Durchschnittlich ist bis zum 6. Lebensjahr eine Steigerung zu verzeichnen, danach nimmt der intrakranielle Druck nur noch gering zu. Dies kann u. a. als Hinweis auf eine fortschreitende Hirnatrophie gelten.
Kopfschmerzen zählen zu den häufigsten neurologischen Symptomen. Bei Kleinkindern äußert sich ein erhöhter intrakranieller Druck meist durch Unruhe, Schlafstörungen, häufiges Weinen, Erbrechen, Trinkschwäche und Gedeihstörungen. Bei einigen Patienten mit Kraniostenose treten zerebrale Anfälle auf. Mit der Kraniostenose ist nicht selten eine mentale Retardierung verbunden, wobei es sich um eine Folgeerscheinung der Kraniostenose oder um eine assoziierte zerebrale Entwicklungsstörung handeln kann. Besonders gefährdet ist der N. opticus. Durch den chronisch erhöhten intrakraniellen Druck kann es zur Visusverschlechterung und in Extremfällen zur völligen Erblindung infolge Optikusatrophie kommen. Dabei besteht ein enger Zusammenhang zwischen der Anzahl der betroffenen Nähte und dem Ausmaß der Kraniostenose. Die Hauptgefahr für den Sehnerv reicht bis zum 6. Lebensjahr.
Der auffälligste Befund im Zusammenhang mit der Wachstumsstörung des Gesichtsskeletts ist die Protrusio bulbi, die durch die zu flach ausgebildeten Orbitae hervorgerufen wird. In ausgeprägten Fällen ist dadurch der Lidschluss nicht mehr möglich, sodass die Gefahr von Hornhauterosionen mit Visusbeeinträchtigung besteht. Häufige Erscheinungen in Verbindung mit Kraniosynostosen sind Orbitadystopien im Sinne eines Hyper- oder Hypotelorismus bzw. einer Höhenabweichung. Dies kann zu Motilitätsstörungen führen bzw. die Entwicklung des binokularen Sehens stören oder unmöglich machen. Erheblich behindernd können sich eine Blepharoptose und eine Blepharophimose auswirken, wie sie beim Saethre-Chotzen-Syndrom vorkommen.
Die Wachstumsbeeinträchtigung des Viszerokraniums hat nicht zu unterschätzende Auswirkungen auf das stomatognathe System.
Durch die prämature Synostosierung wird die anterokaudale Rotation der Maxilla behindert. Als Folge tritt eine Hypoplasie des gesamten Mittelgesichts auf. Die Infraorbitalränder liegen weit zurück und das Gesicht tendiert zu transversalem Wachstum. Durch die Mittelgesichtshypoplasie wird der Nasen-Rachen-Raum eingeengt. Die Atemwegsstenose kann so stark ausgeprägt sein, dass zuweilen eine Choanalatresie vermutet wird und zeitweise eine Tracheotomie unumgänglich ist. Durch den eingeengten Nasen-Rachen-Raum wird das Mittelrohr nur mangelhaft belüftet, sodass rezidivierende Paukenergüsse und Mittelohrentzündungen resultieren. Die Kinder entwickeln sich zu reinen Mundatmern, was zur Gingivahyperplasie mit chronischen Entzündungen führt. Durch die Mundatmung werden der kariöse Befall und damit der vorzeitige Verlust der Zähne beschleunigt. Häufig treten auch bronchopulmonale Infekte auf.
Je nach Ausprägung der Erkrankung kommt es zum frontal offenen Biss und in Verbindung damit zu Zahnfehlstellungen infolge des Platzmangels durch den zu kleinen Oberkieferbogen. Der Unterkiefer ist nicht betroffen und normal ausgebildet, wodurch das Bild einer Pseudoprogenie entsteht. Im weiteren Verlauf kann daraus eine echte Progenie hervorgehen, da durch ungenügende Interkuspidation das Unterkieferwachstum nach ventral nicht gehemmt ist. Bei ausgeprägten Kieferfehlbildungen ist die Nahrungsaufnahme erschwert. Die Unterentwicklung der Maxilla begünstigt auch eine Rhinolalia clausa. Zusätzlich kann es durch die pathologische Gaumenform und die abnorme Unterkieferlage mit offenem Biss zu Zungenfehlfunktionen kommen, die die sprachliche Entwicklung behindern. Nicht selten treten Gaumenspalten in Verbindung mit kraniofazialen Syndromen auf.
Das pathologische Wachstum führt zu einer Beeinträchtigung des äußeren Erscheinungsbildes des Patienten, das auch die psychische Entwicklung des Kindes beeinflusst.
Neben der kraniofazialen Dysmorphie können zusätzlich extrakranielle Begleitfehlbildungen vorkommen. Am bekanntesten sind die ausgedehnten Syndaktilien beim Apert-Syndrom. Knöcherne Ankylosen im Ellenbogengelenk werden beim Crouzon-, beim Pfeiffer- und beim Apert-Syndrom beobachtet. Patienten mit Apert-Syndrom leiden häufig an einer progredienten Synostose im Bereich der Extremitäten, die eine zunehmende Versteifung der Gelenke hervorruft.
An der Wirbelsäule werden teilweise partielle Fusionen von Halswirbelkörpern beobachtet. In Einzelfällen ist eine atlantoaxiale Instabilität festgestellt worden.
Schließlich gibt es mehrere Beobachtungen über assoziierte Fehlbildungen der inneren Organe, und zwar insbesondere beim Apert-Syndrom. Dazu zählen verschiedenartige Herzfehler, polyzystische Nieren, Ösophagusatresie sowie die Gallengangatresie. Bei Crouzon- und Apert-Patienten liegt oft ein ausgedehnter Aknebefall der Gesichts- und Körperhaut vor.
Viele Patienten sind durch die aufgeführten Folge- und Begleiterscheinungen der Kraniosynostose schwer beeinträchtigt und zum Teil lebenslang behindert. Die Erkennung und Behandlung der vielfältigen Störungen ist nur in koordinierter Zusammenarbeit der entsprechenden Fachdisziplinen möglich.

## Klassifikation
Die Form des Hirn- und Gesichtsschädels ist durch eine breite individuelle Erscheinungsvielfalt gekennzeichnet. Von der natürlichen Variationsbreite der Kopfform lassen sich jedoch extreme Abweichungen als krankhaft abgrenzen. Virchow differenzierte 1851 neun Schädeldeformitäten, als deren Ursache er den vorzeitigen Verschluss von Schädelnähten beschrien. Diese Einteilung nach der Schädelform hat sich überwiegend gegenüber der Einteilung nach den betroffenen Nähten bzw. nach ätiologischen Gesichtspunkten durchgesetzt.
Je nach Lokalisation der Synostose entstehen typische Deformierungen des Hirn- und Gesichtsschädels. Diese Schädelanomalien können auch verschieden stark ausgeprägt sein, ferner sind Kombinationsformen möglich. Besonders für Erkrankungen, die mit weiteren Fehlbildungen verbunden sind, haben sich im klinischen Sprachgebrauch die Syndrombezeichnungen durchgesetzt. Für die operative Therapie ist die Einordnung der Krankheitsbilder nach Syndromen unbedeutend, da sich die Korrektur einer Kraniostenose nur nach der äußeren Erscheinungsform richtet. Jedoch sind gewisse Rückschlüsse für die Prognose und die Vererbbarkeit aus dieser Einteilung möglich.
Für die operative Therapie werden nach Marchac u. Renier nur 5 Schädelformen unterschieden:
- Trigonozephalus
- Plagiozephalus
- Oxyzephalus
- Brachyzephalus
- Skaphozephalus

Die am häufigsten betroffene Naht ist die Pfeil- oder Sagittalnaht (40-55 %), gefolgt von der Kranz- oder Koronarnaht (20-25 %), der metopischen Naht (5-15 %) und der Lambdanaht (0-5 %). In den letzten Jahrzehnten zeigt sich eine Zunahme der Synostosen der metopischen Naht, wobei deren Ursache bislang nicht geklärt werden konnte.

## Diagnostik
Die Vielschichtigkeit der Symptomatik bei Kraniosynostosen erfordert eine interdisziplinäre Zusammenarbeit. Obwohl die Fehlbildungen meist schon bei der Geburt erkennbar sind, werden diese häufig als Geburtstrauma fehlgedeutet. Nicht selten ist die Symptomatik so schwach ausgeprägt, dass erst der erfahrene Pädiater im Laufe der Untersuchungen eine kraniofaziale Fehlbildung infolge Schädelnahtsynostosen vermuten kann. Unsicherheiten bei der Beurteilung von Kraniosynostosen können ein verzögertes operatives Eingreifen zur Folge haben, sodass möglicherweise irreparable Schäden zurückbleiben. Das frühzeitige Erkennen der Erkrankung ist wichtig, um zum günstigsten Zeitpunkt die entsprechende Therapie beginnen zu können.

## Operative Verfahren
Die Indikation zur operativen Korrektur einer Kraniosynostose wird aus funktionellen, psychosozialen und ästhetischen Gründen gestellt. Wichtige Grundlagen hatte Paul Tessier bereits 1976 in Paris geschaffen.
Die Wahl des anzuwendenden Operationsverfahrens hängt von verschiedenen Faktoren ab, wie Lokalisation und Ausprägung der Kraniosynostose(n), ein evtl. Anstieg des intrakraniellen Drucks und das Alter des Patienten zum Operationszeitpunkt.
Zu unterscheiden ist zwischen frühen endoskopischen und späten offenen Operationstechniken. Dabei werden endoskopische isolierte Suturektomien in Verbindung mit einer Kopforthesentherapie in den ersten Lebenswochen durchgeführt. Da die Dura mater in dieser Phase eine besonders hohe osteoplastische Potenz besitz, ist eine Reossifikation mit Resynostose bereits 4 Wochen nach dem Eingriff zu erwarten, wodurch der Erfolg der Therapie nur temporär und sehr eingeschränkt zu bewerten ist. Deshalb bleiben offene chirurgische Techniken („cranial vault remodelling“), wie z. B. das „Standardisierte fronto-orbilale Advancement nach Mühling“ oder das „Okzipitale Advancement nach Zöller“,  die vorhersagbaren Standardtechniken. Zumal da die Komplikationsrate bei erfahrenen Kraniofazialen Chirurgen als äußerst gering bezeichnet wird.
Diese Eingriffe erfolgen in der Regel zwischen dem 3./4. Lebensmonat (z. B. Skaphozephalus) und dem 12. Lebensmonat (z. B. Trigonozephalus).
Der Vorteil der offenen Kranioplastiken liegt vor allem in der Möglichkeit der aktiven Ausformung der gewünschten Schädelform ohne sich auf eine mögliche Expansion des wachsenden Gehirns verlassen zu müssen; zumal die Reossifikation der durch eine Suturektomie doch kleinen Knochenstreifen eine Helmtherapie nach wenigen Wochen einschränken.
In jüngster Zeit werden auch vermehrt 3-dimensionale Planungen und Operationsschablonen beschrieben. Diese erfordern aber bislang den Einsatz eine präopertave CT in Sedierung mit einer entsprechend relativ hohen Strahlenbelastung.
Ist der Abstand der knöchernen Augenhöhlen stark vergrößert (Hypertelorismus) kommen Verfahren wie die Orbitotomien oder die Facial-Bipartion zur Anwendung. Bei ausgeprägten Hypoplasien des gesamten Gesichtsschädels kann zu deren Korrektur eine die Monobloc-Operation oder Le-Fort III-Distraktionen notwendig sein.